# ミロ (ハイチ)

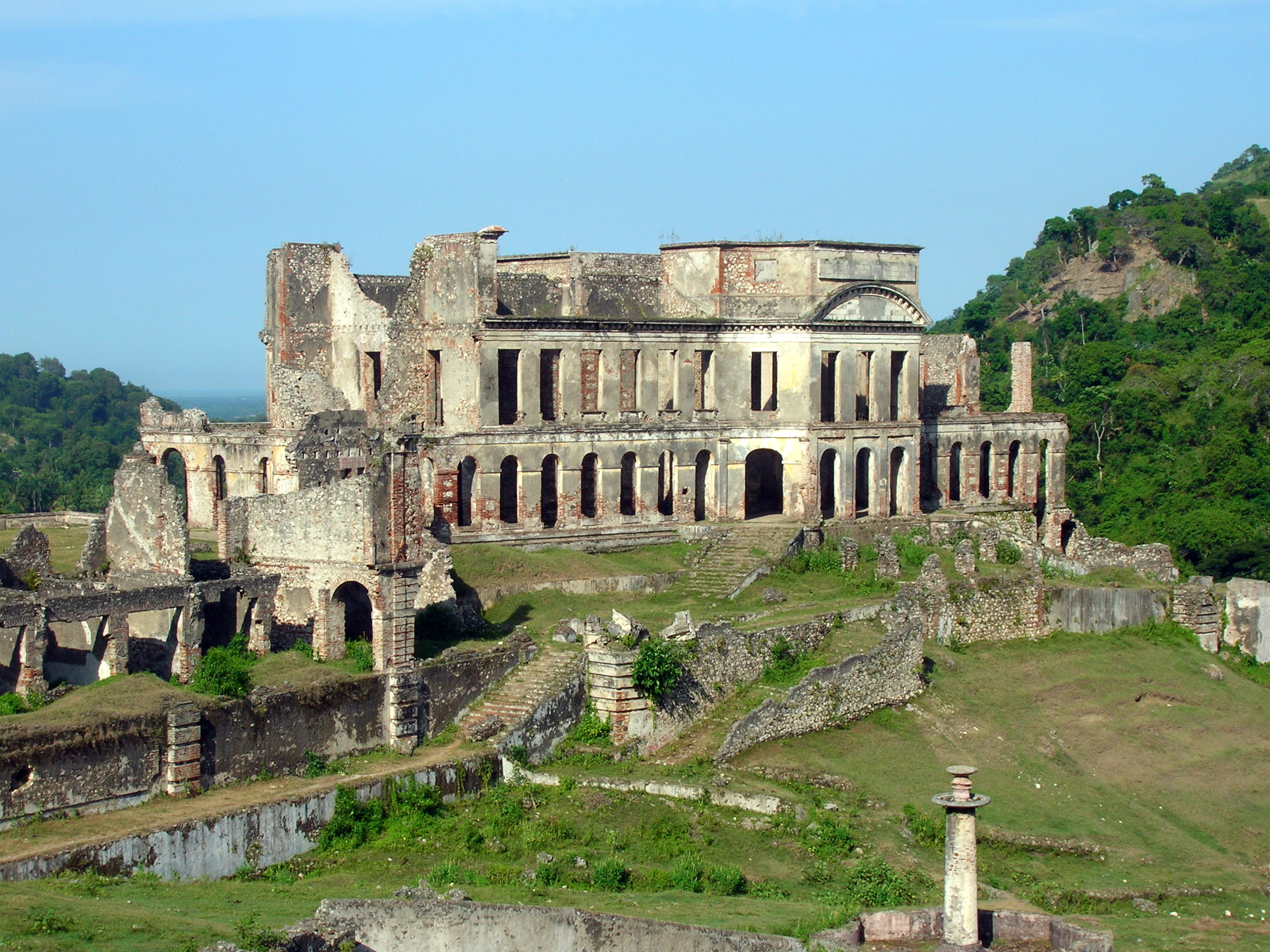
サン＝スーシ

ミロ（あるいはミロー、ハイチ語: Milo, 仏: Milot）は、ハイチ北県アキル・ディノー郡の都市。人口は3万1992人（2015年）。かつてハイチ国（1806年 - 1811年）の首都だった。

## 概要
カパイシャンの南の山岳部に位置しハイチ革命後のアンリ・クリストフのハイチ国の時代に宮殿及び城塞が築かれた。東はカティエ・モラン、南はグランヌ・リヴィエ・ディノー及びドンドン、西はプレーヌ・ディノーと接する。「シタデル、サン＝スーシ城、ラミエール国立歴史公園」は1982年に世界遺産に登録された。